# Sideløbstrin
Sideløbstrin er i nogle danse det gennemgående trin. Man vender fronten mod midten, flytter højre fod ud til siden i danseretningen, venstre fod følger i det man laver et hop. I nogle danse skal man også danse den anden vej, tilbage igen. Så er det bare omvendt.